# High Mileage
| Оценки критиков               | Оценки критиков |
| Источник                      | Оценка          |
| ----------------------------- | --------------- |
| Allmusic                      | [ 1 ]           |
| Chicago Tribune               | (positive)      |
| Entertainment Weekly          | B               |
| Q                             | [ 4 ]           |
| The Rolling Stone Album Guide | [ 5 ]           |

High Mileage — седьмой студийный альбом американского кантри-певца Алана Джексона, вышедший 1 сентября 1998 года на лейбле Arista Nashville. Продюсером был Keith Stegall. Диск Джексона возглавил кантри-чарт Top Country Albums.

## Об альбоме
Второй сингл альбома песня «Right on the Money» возглавил кантри-чарт Hot Country Singles. High Mileage достиг позиции номер 4 в американском хит-параде Billboard 200, а также в 4-й раз в карьере Джексона возглавил кантри-чарт Top Country Albums с тиражом 97,000 копий. В октябре 1998 года High Mileage был сертифицирован в платиновом статусе RIAA.
Альбом получил положительные и умеренные отзывы музыкальных критиков и интернет-изданий.

## Список композиций
| №   | Название                   | Автор(ы)                                | Длительность |
| --- | -------------------------- | --------------------------------------- | ------------ |
| 1.  | «Right on the Money»       | Charlie Black, Phil Vassar              | 3:49         |
| 2.  | «Gone Crazy»               | Jackson                                 | 3:49         |
| 3.  | «Little Man»               | Jackson                                 | 4:27         |
| 4.  | «What a Day Yesterday Was» | Mel Besher, Charlie Craig               | 3:47         |
| 5.  | «Hurtin' Comes Easy»       | Jackson                                 | 3:01         |
| 6.  | «I'll Go On Loving You»    | Kieran Kane                             | 3:58         |
| 7.  | «Another Good Reason»      | Harley Allen, Carson Chamberlain        | 4:26         |
| 8.  | «A Woman's Love»           | Jackson                                 | 3:53         |
| 9.  | «Dancin' All Around It»    | Chamberlain, Brian Tabor, Michael White | 2:56         |
| 10. | «Amarillo»                 | Jackson                                 | 4:11         |

## Позиции в чартах
| Чарт (1998)                        | Высшая позиция |
| ---------------------------------- | -------------- |
| Австралия (ARIA)                   | 32             |
| Canadian Albums (RPM)              | 28             |
| Canadian Country Albums (RPM)      | 1              |
| США (Billboard 200)                | 4              |
| США (Billboard Top Country Albums) | 1              |

| Год  | Сингл                   | Высшая позиция | Высшая позиция | Высшая позиция |
| Год  | Сингл                   | US Country     | US             | CAN Country    |
| ---- | ----------------------- | -------------- | -------------- | -------------- |
| 1998 | «I’ll Go on Loving You» | 3              | —              | 2              |
| 1998 | «Right on the Money»    | 1              | 43             | 1              |
| 1999 | «Gone Crazy»            | 4              | 43             | 3              |
| 1999 | «Little Man»            | 3              | 39             | 4              |

| Регион | Ассоциация | Сертификации | Продажи    |
| ------ | ---------- | ------------ | ---------- |
| США    | RIAA       | Платиновый   | 1,000,000+ |